# タイキリスト教大学
タイキリスト教大学

มหาวิทยาลัยคริสเตียน

| モットー       | 愛と奉仕 |
| 創立           | 1983年9月7日 |
| 学校種別       | 私立 |
| 学長           | ヂャンチラー・ウォンコムトーン（จันทร์จิรา วงษ์ขมทอง） |
| 所在地         | タイ王国ナコーンパトム県ムアンナコーンパトム郡タムボン・ドーンヤーイホーム、プラプラトーン=バーンペーウ通り（メイン） バンコクバーンラック区シーロム通りバンコクキリスト教病院（ブラッドレー医師館看護学校） バンコクラーチャテーウィー区パヤータイ通りタイ国キリスト教団事務局ビル8‐9階（サヤームコンプレックス教育センター） |
| キャンパス     | - ナコーンパトムキャンパス - ブラッドレー医師館 - サヤームコンプレックス教育センター |
| 学部           | - 理学科 - マルチメディア・アニメーション学 - コンピューター科学 - 食品技術・栄養学 - 物理療法学 - バイオ医療技術学 - ソフトウェアシステム開発学 - 会計学科 - 経営学学科 - 国際マーケティング学 - 国際経営学 - 経営情報システム学 - 工業サービス学 - 教養学科 - 英語学 （タイ・英両語、国際プログラム） - ホテル・スパ・観光経営学 （タイ・英両語、国際プログラム） - 看護学科 - 看護学 （タイ語のみ、タイ・英両語、国際プログラム） - マスコミュニケーション学科 - デジタルコミュニケーションデザイン・コミュニケーションアート（Bachelor of Communication Arts in Digital Communication Design‐タイ・英両語、国際プログラム） - ニューメディア・コミュニケーションアート（Bachelor of Communication Arts in New Media Advertising‐タイ・英両語、国際プログラム） |
| 大学院・修士   | - 管理学修士コース - 看護管理学 - 官民管理学 - 教育管理学 - ロジスティクス管理学 - 看護学修士コース - 病院経営学 - 病院医療実務運用学 - 教養学修士コース - 第二外国語英語学 - マスコミュニケーション学修士コース - メディア・エンターテイメント管理学 - 理学修士コース - 情報技術学 |
| 大学院・博士   | - 看護経営学 - 官民経営学 - 教育経営学 - 病院経営学 |
| スクールカラー | 青と金 |
| マスコット     | |
| ウェブ サイト  | www.christian.ac.th |

タイキリスト教大学（タイキリストきょうだいがく、英語: Christian University of Thailand、タイ語: มหาวิทยาลัยคริสเตียน）はタイ王国の私立のキリスト教大学である。1983年9月7日にエキュメニカル派プロテスタント組織タイ国キリスト教団が設立。

## 歴史
キリスト教大学はタイ国キリスト教団財団によって運営されている。もともとは米国宣教団によって、優秀な指導層を育成するために高等教育機関が計画され、バンコクキリスト教高等専門学校、ワッタナー高等専門学校の創設に続いて、最高学府としてタイキリスト教大学が設置が企画された。
1983年キリスト教カレッジ開設の認可がおり、1983年9月7日開学した。翌年1984年には看護学学士課程の認可も下りた。当時カレッジにはキャンパスがなく、バンコクキリスト教病院のダン・ビーチ・ブラッドレイ館の6階と7階に臨時で設置された。1996年ナコーンパトム県ムアンナコーンパトム郡のキャンパスが落成し、技術、教育学、マスコミュニケーション学の3学科が移転、整備され、1998年には各学科は4年間の学士プログラムに拡張した。2001年8月15日、教育省大臣からタイキリスト教大学と改称し、総合大学としての認可が下りた。
2003年には第二外国語英語修士課程、2004年に博士課程が認可された。2006年、バンコクラーチャテーウィー区パヤータイ通りにタイ国キリスト教団事務局ビル8‐9階に「サヤームコンプレックス教育センター」が設置されいくつかの学部教育が行われている。

## 教育

### 学士課程
- 理学科 
  - マルチメディア・アニメーション学
  - コンピューター科学
  - 食品技術・栄養学
  - 物理療法学
  - バイオ医療技術学
  - ソフトウェアシステム開発学
- 会計学科
- 経営学学科
  - 国際マーケティング学
  - 国際経営学
  - 経営情報システム学
  - 工業サービス学
- 教養学科 
  - 英語学 （タイ・英両語、国際プログラム）
  - ホテル・スパ・観光経営学 （タイ・英両語、国際プログラム）
- 看護学科
  - 看護学  （タイ語のみ、タイ・英両語、国際プログラム）
- マスコミュニケーション学科
  - デジタルコミュニケーションデザイン・コミュニケーションアート（Bachelor of Communication Arts in Digital Communication Design‐タイ・英両語、国際プログラム）
  - ニューメディア・コミュニケーションアート（Bachelor of Communication Arts in New Media Advertising‐タイ・英両語、国際プログラム）

### 大学院課程

#### 修士課程
- 管理学修士コース
  - 看護管理学
  - 官民管理学
  - 教育管理学
  - ロジスティクス管理学
- 看護学修士コース
  - 病院経営学
  - 病院医療実務運用学
- 教養学修士コース
  - 第二外国語英語学
- マスコミュニケーション学修士コース
  - メディア・エンターテイメント管理学
- 理学修士コース
  - 情報技術学

#### 博士課程
- 看護経営学研究群
- 官民経営学研究群
- 教育経営学研究群
- 病院経営学研究群